# Hillenberg (Hausen)
Hillenberg ist ein Gemeindeteil der Gemeinde Hausen im unterfränkischen Landkreis Rhön-Grabfeld in Bayern.
Der Weiler liegt auf dem kegelförmigen Schloßberg (677 m) am Ostrand der Rhön und westlichen Rand des oberen Streutals. Er ist fast vollständig umgeben vom Naturschutzgebiet Naturwaldreservat Schloßberg.
Die Reste eines Rundturms, des Grabens und der ehemaligen Ringmauer der Burgruine Hillenburg und deren archäologische Befunde des Mittelalters und der frühen Neuzeit im Bereich sind als gelistetes Bodendenkmal und Baudenkmal geschützt.
Die Kirche Maria, Hilfe der Christen, eine Filialkirche der Pfarrei Hausen, ist ein gelistetes Baudenkmal.